# Robert de Ufford
Robert de Ufford (ur. 10 sierpnia 1298 w Thurston, zm. 4 listopada 1369) – angielski hrabia. Protoplasta gałęzi rodu Uffordów, która w XIV wieku odgrywała znaczącą rolę w królestwie.

## Młodość
Ojcem przyszłego hrabiego był 2. lord Ufford, Robert, a matką szlachcianka Cecylia de Valognes. Robert był drugim synem lorda, jednak starszy Wilhelm zmarł przed 1316. W tym roku zmarł także lord Robert mając 47 lat. Robert stał się spadkobiercą dotychczasowych osiągnięć ojca, ale dopiero w 1318 otrzymał z rąk króla Edwarda II liberię jako oficjalny znak objęcia przez niego godności lordowskiej. Uroczystość ta była połączona z pasowaniem Roberta na rycerza.

## Kariera
Za wierna służbę nowy władca, Edward III, oddał Robertowi zamek i miasto Ufford, które od śmierci jego ojca znajdowało się w domenie królewskiej. Na przełomie 1330 i 1331 Robert de Ufford był dowódcą wojsk królewskich z hrabstw Suffolk i Norfolk i z powodzeniem zakończył walkę z rebelią Mortimera de  Nottingham. Już w rok później, na posiedzeniu parlamentu zasiadał w gronie baronów królestwa.
Od 1335 Robert brał udział w poselstwie do Szkocji, a później w wojnie angielsko-szkockiej, zajmując zamek Bothwell. Następnie, z początkiem 1337, objął – wspólnie z sir Johnem Rosem – dowództwo nad królewską flotą na Morzu Północnym. Już w marcu wynagrodzono go zaś tytułem hrabiego Suffolk. Była to najwyższa godność jaką dotąd uzyskali przedstawiciele rodu. Jesienią 1337 Robert wszedł w skład delegacji prowadzących pokój z Francją i Szkocją.
Od 1338 Robert przebywał z królem w Niderlandach, biorąc m.in. udział w bitwie pod Buironfosse (lub Vironfosse) w październiku 1339. Rok później Robert po ciężkich walkach w okolicy Lille dostał się do niewoli. Wraz z nim pojmano także Henryka de Grosmonta, 1. hrabiego Derby. Obu na śmierć skazał osobiście król Francji Filip VI, ale ułaskawiono ich na prośbę monarchy czeskiego, Jana Luksemburskiego. Wkrótce zawarto też rozejm i Robert oraz Henryk zostali wykupieni z niewoli.
Niebawem znów ruszył do walki i w 1342 brał udział w oblężeniu Rennes, a rok później znajdował się w poselstwie do papieża Klemensa VI. Od 1344 do 1347 Ufford sprawował urząd admirała angielskiej floty północnej. Brał też udział w kolejnej inwazji na Francję i walczył w bitwie pod Crécy. Natomiast w 1348, za zasługi, Robert dostąpił zaszczytu wejścia do ścisłego grona rycerzy skupionych przy królu w tzw. zakonie Orderu Podwiązki. W 1350 pod komendą króla Edwarda III walczył też w wielkiej bitwie morskiej pod Winchelsea przeciwko flocie hiszpańskiej.
W 1355 towarzyszył następcy tronu, słynnemu Czarnemu Księciu w wyprawie do Akwitanii i Langwedocji. A już rok później dowodził częścią armii w sukcesie pod Poitiers. Po odznaczeniu się w boju otrzymał dowództwo nad awangardą armii angielskiej w drodze do Bordeaux. Była to ostatnia wielka kampania, w której Robert brał udział.
W roku 1362 odbył ostatnią znaczącą podróż dyplomatyczną, do Ludwika II hr. Flandrii z propozycją zawarcia małżeństwa pomiędzy córką Ludwika a Edmundem, młodszym synem Edwarda III.
Hrabia Suffolk zmarł 4 listopada 1369. Został pochowany pod łukiem pomiędzy kaplicą św. Mikołaja a ołtarzem głównym w klasztor w Campsea Ashe, którego Uffordowie byli patronami.

## Życie prywatne
Pomiędzy 1316 a 1318 Robert był związany – być może nieformalnie – z nieznaną Eleonorą. Miał z nią najstarszego syna, także Roberta, który zmarł ok. 1366/1369.
Ożenił się w roku 1324 lub 1329 z Małgorzatą de Norwich. Z nią doczekał się siedmiorga dzieci:
- czterech synów: Tomasza, Waltera, Wilhelma i Jana;
- trzech córek: Katarzyny, Cecylii i Małgorzaty.